# Amtsbezirk Obernberg
Der Amtsbezirk Obernberg war eine Verwaltungseinheit im Innkreis in Oberösterreich.
Der Amtsbezirk war der Kreisbehörde in Ried im Innkreis, unterstellt und besorgte deren Amtsgeschäfte vor Ort. Die Zuständigkeit erstreckte sich neben Obernberg auf die damaligen Gemeinden Geinberg, St. Georgen, Gurten, Katzenberg, Lambrechten, St. Martin, Mörschwang, Reichersberg, Senftenbach, Utzenaich und Weilbach und umfasste damals einen Markt und 192 Dörfer.